# Elektrický přístroj

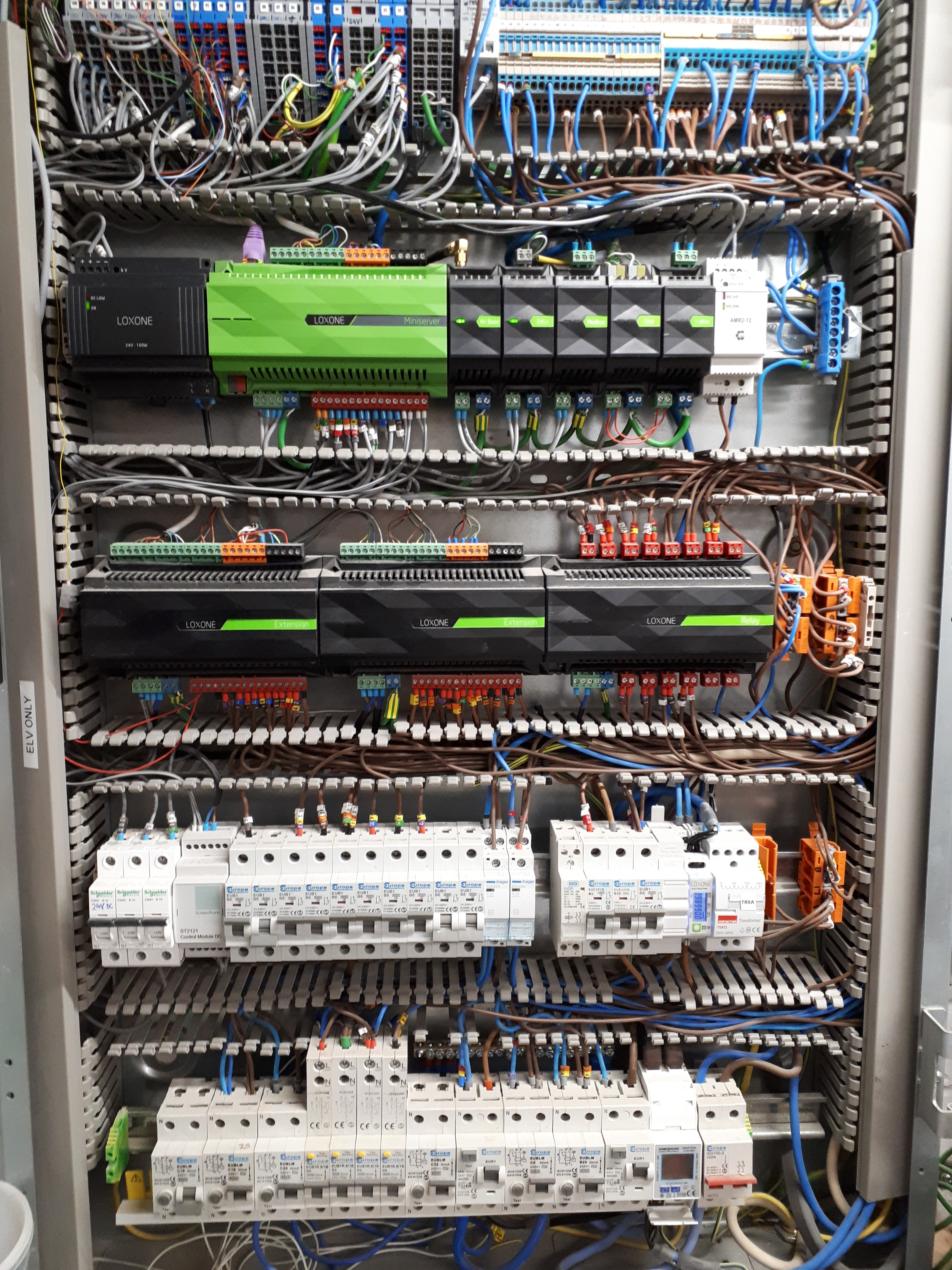
Elektrické přístroje v rozvaděči, přichycené pomocí nosné lišty (tzv. DIN).

Elektrický přístroj je speciální elektrické zařízení, které může být přímou součástí elektrických obvodů (např. obvodů určených pro rozvod elektrické energie), nebo se jedná o detekční, signalizační či měřící prvky umístěné mimo elektrický obvod. Jedná se o velmi obsáhlý sortiment elektrických zařízení. Elektrické přístroje slouží zejména k:
- obsluze, ovládání a spínání elektrických obvodů
- jištění elektrických rozvodů a spotřebičů
- ochraně lidí a zvířat před úrazem elektrickým proudem
- k měření a regulaci fyzikálních veličin

## Součásti přístrojů
Základními prvky elektrického přístroje jsou kontakty a elektromagnet, která je ovládá. Mechanická součást, která tyto prvky spojuje se nazývá kotva. Základními stavy elektrického přístroje tak jsou:
- Vypnutý - na kontaktech je maximální napětí sítě (U = UN), neprotéká proud (I = 0)
- Zapnutý - protéká proud (I = IN), na kontaktech (hypoteticky) žádný úbytek (U = 0)

Činnost přístroje pak spočívá v přechodu mezi výše uvedenými stavy, tedy v procesu zapínání a vypínání. Elektromagnet může být ovládán vnějšími signály (např. relé nebo stykač) nebo proudem protékajícím kontakty (např. jistič, proudový chránič). Mezi elektrické přístroje se řadí i zařízení, která postrádají jeden ze základních prvků, tedy buď nemají elektromagnet (např. ručně ovládaný vypínač) nebo nemají kontakty (např. měřící přístroje, kde elektromagnet ovládá měřící ústrojí).

## Spojovací přístroje

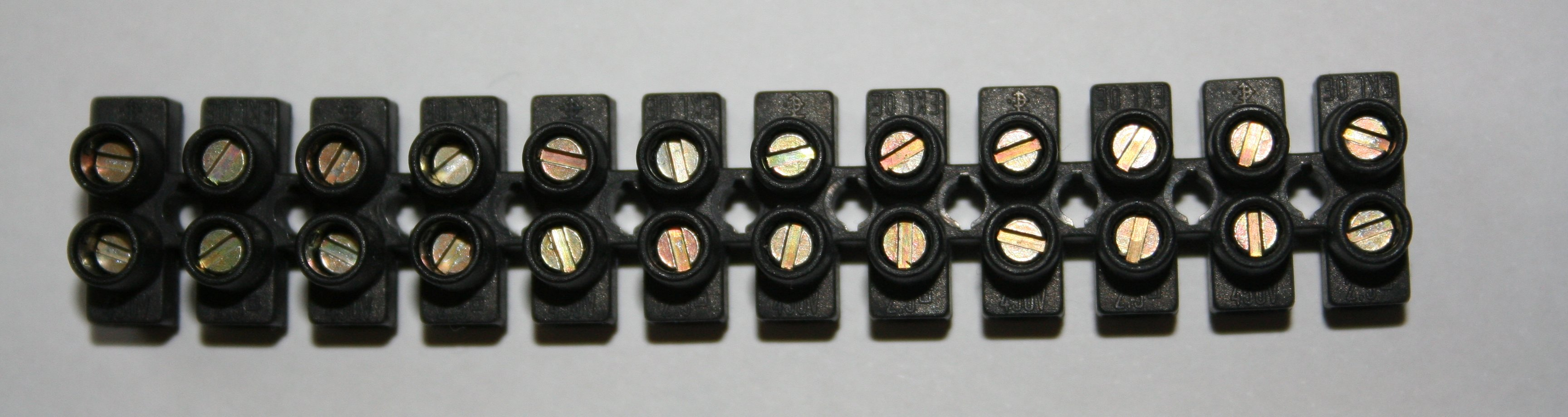
Přístrojová svorkovnice, slangově nazývaná čokoláda

Slouží pro trvalé nebo dlouhodobé spojení. Důležité při spojování vodičů je znát materiál kontaktů těchto přístrojů a zejména se vyvarovat přímého spojení dvou nejčastějších vodičů: mědi a hliníku. Hliník je značně reaktivní a snadno oxidující kov a přesto se v praxi osvědčil jako korozivzdorný materiál. Za tuto vlastnost vděčí odolné oxidační vrstvě, která se vytváří na jeho povrchu působením vzdušného kyslíku. Je-li pak slučován s nějakým ušlechtilejším kovem - což je právě měď - dochází za přítomnosti elektricky vodivých kapalin, mezi které patří i kondenzační voda, k elektrochemické reakci v podobě galvanického článku s měděnou anodou, vodou coby elektrolytem a hliníkovou katodou. Napětí, které je vytvářeno tímto článkem, působí přes kvazi-kovový kontakt měď–hliník do zkratu, následně dochází k tvorbě usazenin, resp. k rozkladu hliníku. V důsledku zvýšení přechodového odporu narůstá teplota v místě dvoukového spoje a v nejhorším případě může dojít k zahoření a následnému vzniku požáru.
Pevné spojení
- svorka
  - krokosvorka
  - Wago svorka
- svorkovnice

Pohyblivé spojení
- zásuvka + vidlice
- konektor
- banánek

## Spínací přístroje

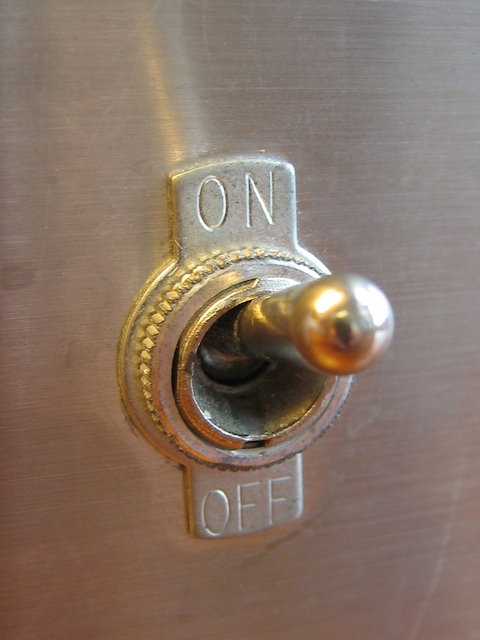
Páčkový dvojpolohový spínač

Spínají a rozpínají elektrický obvod - galvanicky oddělují zdroj od spotřebiče. Obvykle má dva kontakty - jeden pevný a druhý pohyblivý. Elektrický proud procházející z jednoho kontaktu do druhého musí překonat přechodový závislý na materiálu kontaktů, přítlaku, teplotě a dalších parametrech. Při rozpínání elektrického obvodu vzniká oblouk, jehož teplem se kontakty opalují. Vypínání stejnosměrného proudu je mnohem obtížnější než vypínání proudu střídavého, protože proud prochází během jednoho kmitu dvakrát nulou. U stejnosměrného proudu ztěžuje vypínání indukčnost obvodu, neboť oblouk se v tomto případě snaží co nejdéle udržet. Tyto přístroje se dají obecně rozdělit na dvě skupiny: nesamočinné, u kterých k sepnutí dochází vnějším mechanickým zásahem, např. rukou, částí stroje apod., a samočinné, které jsou ovládány elektromagnetem, případně např. hydraulicky či pneumaticky.
Pro nízké napětí
- tlačítko
- stykač
- relé
- koncový spínač

Pro vysoké napětí
- odpojovač - slouží k viditelnému rozpojení a zapojení nezatížených částí zařízení[6][7]
- odpínač - schopný odpínat pouze provozní výkony a proudy, na které je dimenzován[6][7]
- vypínač/spínač- vypínají jak provozní tak i zkratové výkony a proudy soustavy[6][7]

## Jistící a ochranné přístroje

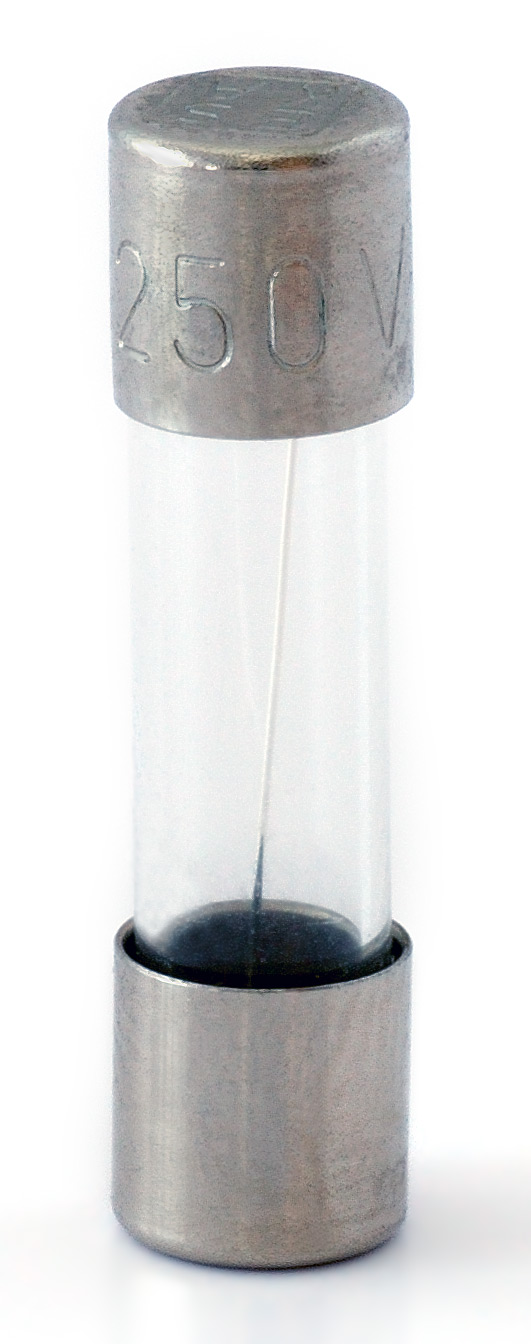
Trubičková tavná pojistka

Chrání elektrický obvod a okolí před účinky poruchových stavů, tedy přetížení, nadproudů, zkratů, přepětí, podpětí, obloukových výbojů atd. Výjimkou nejsou ani kombinované přístroje (např. jistič + proudový chránič). Pokud dojde k vypnutí ochranného přístroje aktivováním jeho ochranné funkce, používá se pojem, že přístroj vybavil.
- tavná pojistka
- jistič - dvě spouště: tepelná pro vypnutí nadproudu a elektromagnetická pro vypnutí zkratu
  - nadproudové relé; motorový spouštěč - lze nastavit vypínací proud podle štítku motoru a skutečného odběru
- proudový chránič - hlídá unikající proud
- napěťový chránič - hlídá napětí na neživých částech (už se nepoužívá)
- oblouková ochrana - dokáže detekovat poruchové oblouky
- přepěťová ochrana

## Měřící přístroje

Magnetoelektrický měřící přístroj

Slouží k měření elektrických a neelektrických veličin. Základními jsou:
| Měřící přístroj | Měřená veličina | Vnitřní odpor Ri        | Vnitřní odpor Ri                           | Připojení při měření           | Odpor na zvýšení rozsahu (n-krát) | Odpor na zvýšení rozsahu (n-krát)            |
| Měřící přístroj | Měřená veličina | Ideální                 | Reálný                                     | Připojení při měření           | Připojení                         | Velikost                                     |
| --------------- | --------------- | ----------------------- | ------------------------------------------ | ------------------------------ | --------------------------------- | -------------------------------------------- |
| Voltmetr        | napětí          | {\displaystyle \infty } | desítky až stovky {\displaystyle k\Omega } | paralelně k zdroji/spotřebiči  | sériově (předřadník)              | {\displaystyle R_{P}=R_{i}\cdot (n-1)}       |
| Ampérmetr       | proud           | {\displaystyle 0}       | desetiny až setiny {\displaystyle \Omega } | sériově se zdrojem/spotřebičem | paralelně (bočník)                | {\displaystyle R_{B}={\frac {R_{i}}{(n-1)}}} |

Další:
- ohmmetr
- wattmetr
- elektroměr
- multimetr
- zkoušečka
- osciloskop
- přístrojové transformátory
- měřící převodníky

## Ostatní
Zabezpečují další požadované funkce elektrického obvodu:
- ovladač
- kontrolka
- reostat
- elektrický zvonek

## Galerie

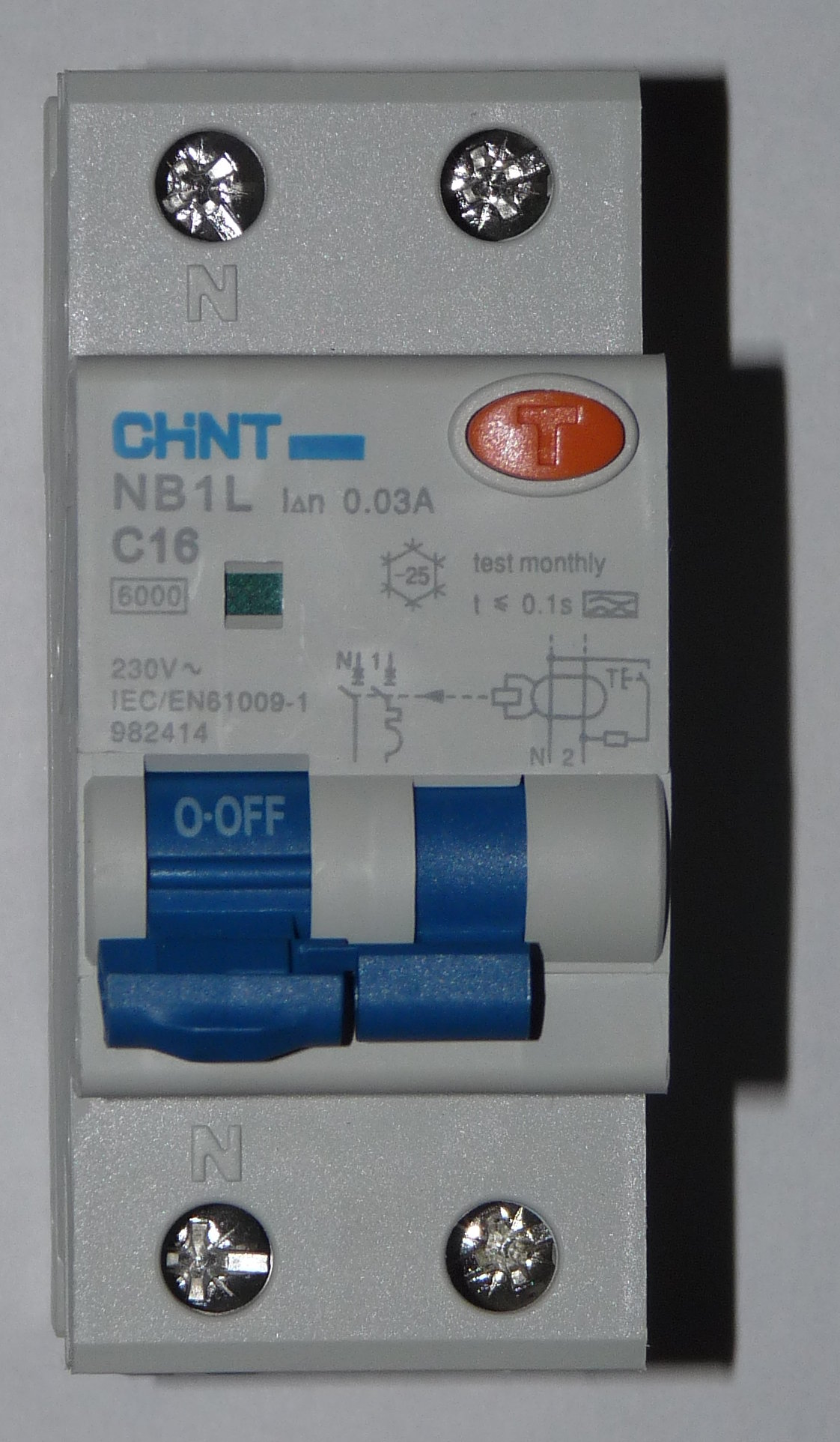
Jistič kombinovaný s proudovým chráničem
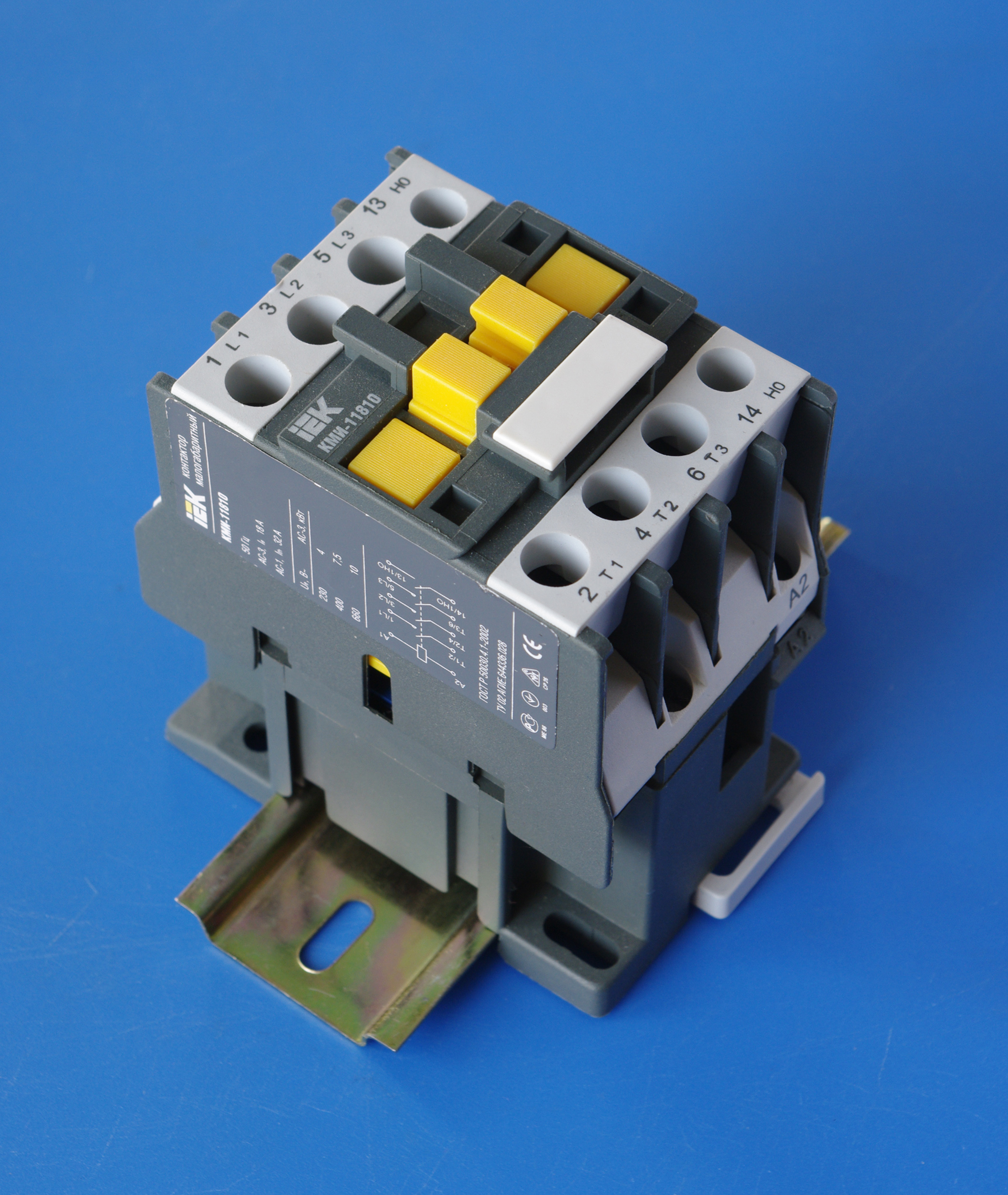
Stykač určený pro spínání trojfázového motoru
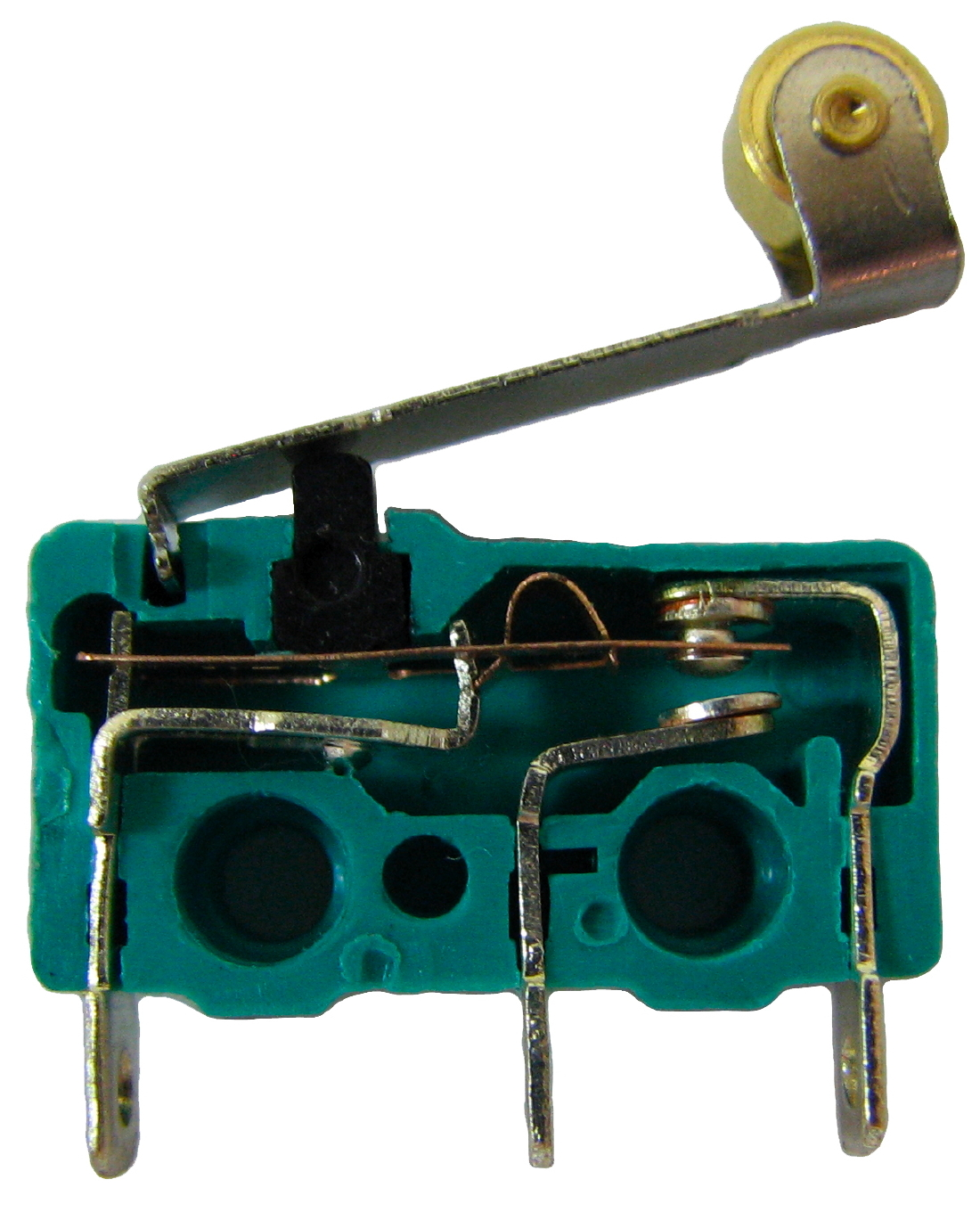
Spínací mechanismus polohového spínače
Animace zobrazující princip relé
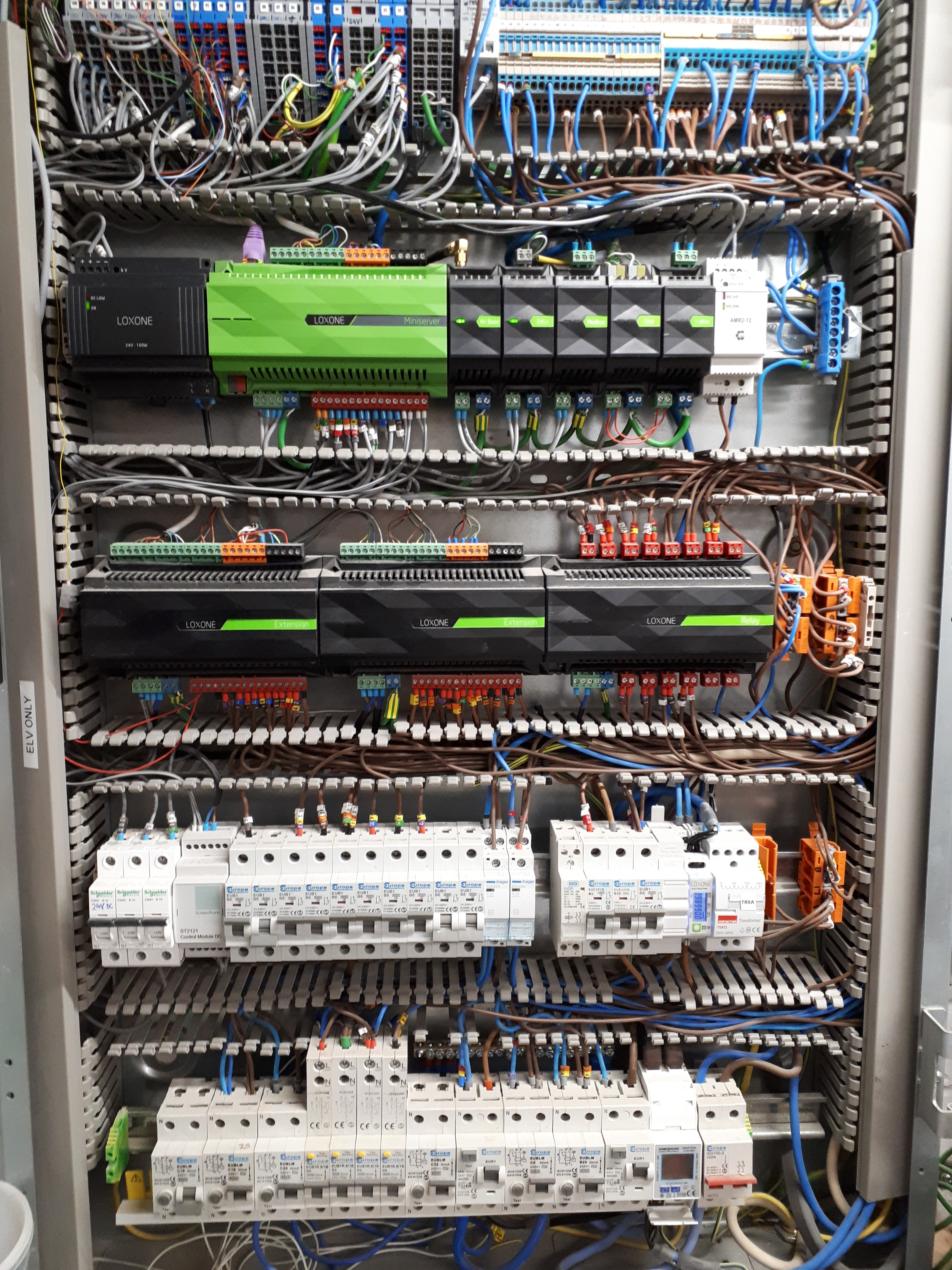
Elektrické přístroje v rozvaděči, přichycené pomocí nosné lišty (tzv. DIN).
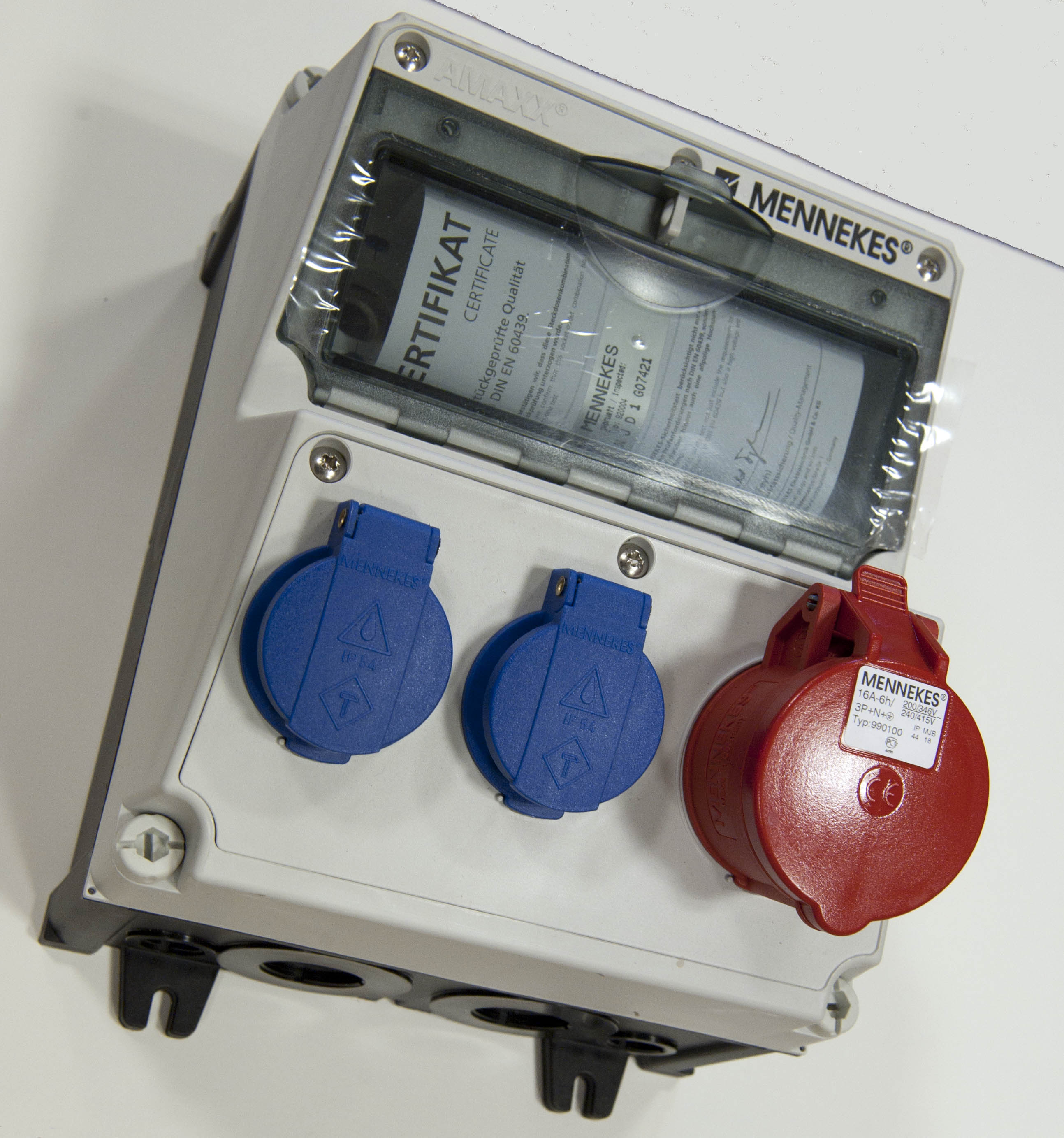
Zásuvkový box se dvěma vývody 230V/16A a jedním vývodem 3x400V/16A
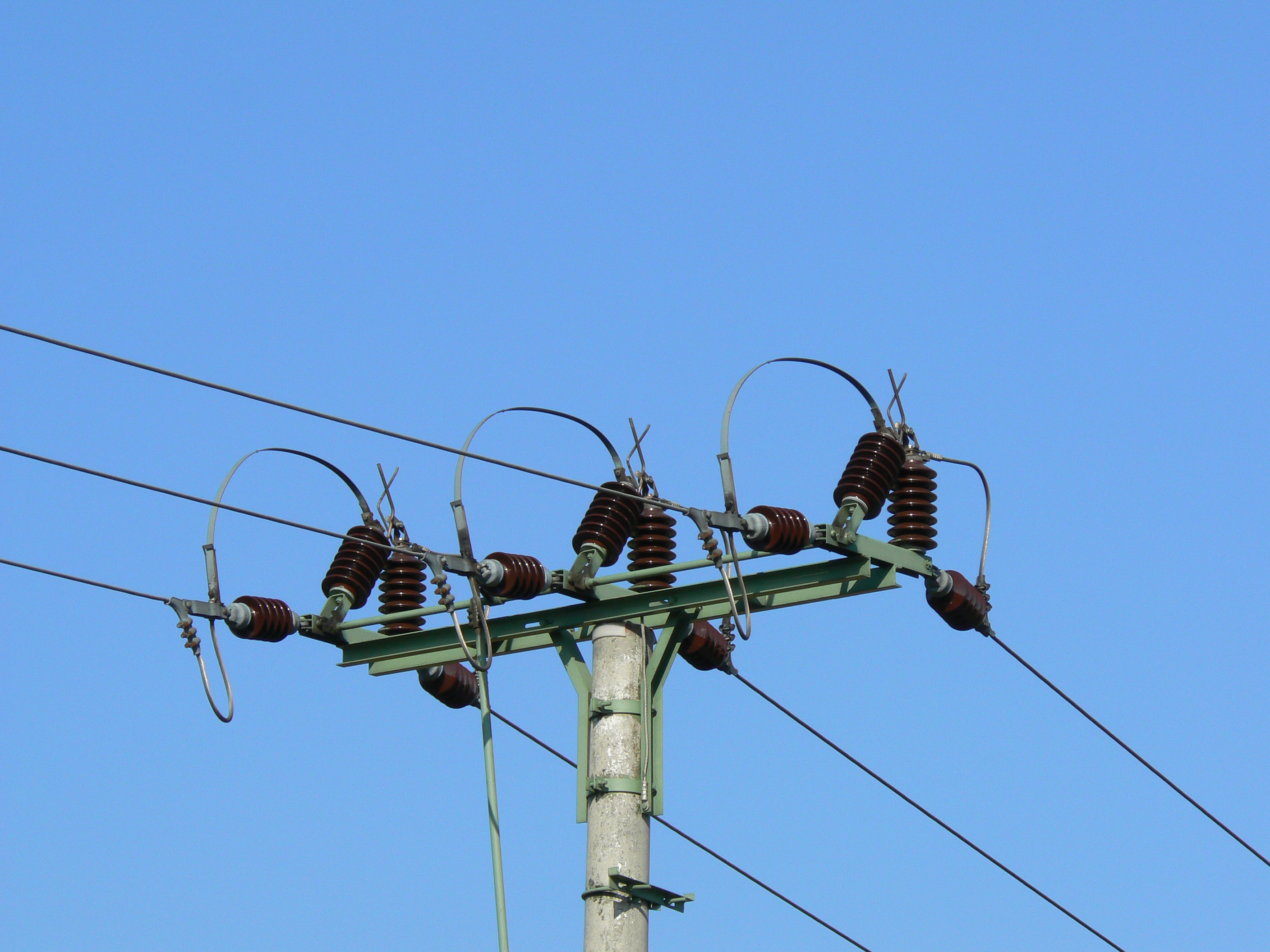
Úsekový odpojovač na vedení 22kV